# プリティ・プリンセス
『プリティ・プリンセス』（原題: The Princess Diaries）は、2001年に公開されたアメリカ合衆国のロマンス・コメディー映画。メグ・キャボットの『プリンセス・ダイアリー』を原作とする。ある日突然、自分が一国の王女であることを明かされた、ごく普通の女子高生を主人公に描くシンデレラ・ストーリー。
ウォルト・ディズニー・ピクチャーズ製作。監督はゲイリー・マーシャル、主演はアン・ハサウェイ。プロデューサー陣には歌手のホイットニー・ヒューストンが名前を連ねた。
2004年にシリーズ2作目となる続編の『プリティ・プリンセス2/ロイヤル・ウェディング』が公開された。2024年には、シリーズ3作目の製作が発表された。

## ストーリー
サンフランシスコで母親と二人で暮らすミア・サーモポリスは冴えない女子高生。人前に立つことも運動も苦手で、地味で野暮ったい彼女をまともに相手にしてくれるのは親友のリリーとその兄のマイケルのみ。それでも消防署を改造した個性的な家で、奔放な画家の母と共に自由かつ幸せに暮らしていた。
そんなある日、ミアは、自分の亡き父フィリップが、ヨーロッパにある国ジェノヴィア（スペインとフランスの間に在る設定の架空の国）のクラリス・レナルディ女王の息子であり、女王の孫である自分が唯一の王位継承者であることを知らされる。突然のことに、ミアは、事実を隠し続けて来た母にも、自分を王女としてジェノヴィアに連れて行こうとする祖母にも反発する。それでも、王位継承とは別に、王女としてのお披露目となる舞踏会に出席するために「王女教育」を受けることを、ミアはしぶしぶ承諾するしかなかった。
放課後の「王女教育」を重ねるうちに、ミアとクラリス女王の絆は深まる。ところが、ミアを見違えるように美しく変身させた美容師パオロによって王女の存在がマスコミに知られることとなり、ミアは一躍「時の人」となる。そんなミアに、ミアが兼ねてから想いを寄せていたジョシュが近付いてくる。ミアは浮かれるが、ジョシュは単なる目立ちたがり屋の軽薄な男でしかなかった。ジョシュとキスする姿だけでなく、意地悪なラナの策略によって着替え中の姿までマスコミに撮られてしまったミアは深く傷付く。翌日の新聞紙面をミアの写真が飾り、クラリス女王はミアを厳しく叱責し、ミアは自らの軽率さを反省する。
王女になることを諦め、旅に出ることにしたミアは、事情を知らずに強く叱りすぎたことを謝りにたずねて来たクラリス女王から渡された父から贈られた「日記帳」に挟まれていた亡き父の手紙を見つける。その中に綴られた王族としての責任を果たすために生きた父の姿、贈られた言葉（「勇気とは恐れぬことではない」「たいせつな何かのために恐れを克服しようと決心することの方がだいじなのだ」…「自分のできること、可能性を追求しなさい」…）により、ミアは、雨の中を舞踏会に向う。びしょぬれの私服姿で舞踏会の記者会見の場に現れたミアに一同は驚くが、ミアは王女として生きて行くことを堂々と宣言する。
美しく着飾ったミアを中心に舞踏会が華やかに執り行われる。そして、常にミアを見守り続けて来たマイケルと、ミアは念願の「本当のキス」をする。その後、ミアは王女として初めてジェノヴィアを訪れる。

## キャスト
アミーリア（ミア）・サーモポリス
演 - アン・ハサウェイ、声 - 甲斐田裕子
サンフランシスコに住む15歳の冴えない女子高生。母親と二人暮らし。
クラリス・レナルディ女王
演 - ジュリー・アンドリュース、声 - 谷育子
ジェノヴィアの女王。ミアの父方の祖母。
リリー・モスコヴィッツ
演 - ヘザー・マタラッツォ、声 - 永澤菜教
ミアの親友。女性活動家の卵。
マイケル・モスコヴィッツ
演 - ロバート・シュワルツマン、声 - 野島健児
リリーの兄。自動車整備工場でアルバイトしながらバンド活動をしている。
ミアに密かに想いを寄せている。
ジュシュ・ブライアント
演 - エリック・フォン・デッテン、声 - 谷山紀章
ミアが片想いをしている同級生。
ラナ・トーマス
演 - マンディ・ムーア、声 - 吉住梢
ジュシュの恋人。派手で意地悪なチアガール。
ヘレン・サーモポリス
演 - キャロライン・グッドール、声 - 寺内よりえ
ミアの母親。奔放な画家。
ジョー（ジョゼフ）
演 - ヘクター・エリゾンド、声 - 麦人
ミアの警護係兼運転手。クラリス女王と密かに愛し合っている。
シャーロット・カタウェイ
演 - キャスリーン・マーシャル
クラリス女王の秘書。
パオロ
演 - ラリー・ミラー
派手な美容師。ミアを美しく変身させる。
パトリック・オコーネル
演 - ショーン・オブライアン
ミアの高校の独身教師。ヘレンと付き合うようになる。
グプタ
演 - サンドラ・オー
ミアの高校の副校長（教頭）。
フィリップ・レナルディ
演 - ルネ・オーベルジョノワ（声のみ）
ジェノヴィア皇太子。ヘレンの元夫。ミアの亡父。
ヘレンを愛していたが王族としての責任を果たすために離婚した。

## 原作との相違点
原作の小説はニューヨークを舞台にしているが、映画はサンフランシスコの設定に変えられた。この変更の理由は監督ゲイリー・マーシャルの孫がサンフランシスコに住んでいたからであった。映画の中ではアルカトラズ島とゴールデンゲートブリッジが何度も登場し、当時の市長ウィリー・ブラウンも登場する。西海岸のラジオパーソナリティ、マーク&ブライアンも自身役で登場する（ただし彼らはロサンゼルスで活動している）。